# クールドジ男子
『クールドジ男子』（クールドジだんし、英語: Play it cool,guys）は、那多ここねによる日本の漫画作品。クールでイケメンなドジ男子の日常を描いたコメディ。SNSにて発表された後、「ガンガンpixiv」（スクウェア・エニックス）にて、2019年6月から連載されている。

## 沿革
もともとは「ドジをした瞬間を切り取ったイラスト」で、那多のTwitterにて2018年5月11日から投稿された。Twitterのいいねが累計200万を突破するなど反響を得て、「ガンガンpixiv」（スクウェア・エニックス）にて、2019年6月15日から連載を開始。
2022年10月から2023年3月までテレビアニメが放送された。
2023年4月期にテレビ東京系でテレビドラマ化された。

## 制作
作中のキャラクターが行うドジは、那多の過去の経験や日常生活、SNSでイラストに付いたコメントなどを元にしている。
イラスト版は外部から見たキャラクターの様子を描く「ドジ図鑑」のような作品になっていたが、漫画版ではキャラクターの心情に重きを置いた作品になっている。当初はイラストと4コマ漫画を合わせたようなショートストーリーも想定していたが、ストーリーやキャラの掘り下げを行うため、漫画形式での発表になったという。
当初ショートストーリー形式にしていた名残りと、はじめに投稿していたイラストに近づけるため、連載はフルカラーで行われている。制作は先に単行本1巻分のネームを作ってから作画作業に移るという方式を使用している。メインキャラクターそれぞれにテーマカラーとメインで使用する色が設定されており、全編を通して同じような見え方になるように調整されている。

## 評価
2019年8月に「次にくるマンガ大賞 2019」Webマンガ部門にて16位を受賞し、10月に「WEBマンガ総選挙2019」にて7位を獲得。また、12月には、「pixivコミックランキング2019」3位、「このマンガがすごい!2020」オンナ編16位を獲得した。
単行本4巻までの累計発行部数は50万部を突破している。

## 登場人物
声の項はテレビアニメの声優、演の項目はテレビドラマの俳優。

### メインキャラクター
一倉 颯（いちくら はやて）
声 - 小林千晃、演 - 中本悠太（NCT 127）（幼少期：齋藤統真）
本作の主役。大学生（枸橘大学経済学部）。
ドジに対し羞恥心を持ち、反省する心を持つ。
誕生日：4月24日、20歳。身長：175cm、体重：60kg。三重県出身。男子高出身。元バレー部。アルバイトは「居酒屋はこねこ」でしていたが学生飲み会の定番の店になってきたのが嫌になり辞め、「mawarimichi cafe」に転職。動物好き。実家で飼っているハムスターの名前はきなことあんこ。声を演じる小林によると、「真面目で純粋な青年といった印象」の持ち主だが、「一歩前進できてやる気に満ちる瞬間もあり、子供と大人の狭間にいる大学生らしさが魅力的」なキャラクターである。
二見 瞬（ふたみ しゅん）
声 - 内山昂輝、演 - 藤岡真威人
高校生。ストイックな男性。スポーツが得意なイケメンであるが、勉強は苦手。
ドジを指摘されても認めることはない性格の持ち主。
誕生日：7月7日、17歳。身長：178cm、体重：68kg。ハンドボール部所属。かわいいと言われるのは地雷である。学力優秀な颯に勉強を教えてもらっている。4人組ロックバンド「鬼野菜生活0日目（通称ONIZERO）」のファンで試合前に聴いている。声を演じる内山によると、漫画からは「クールな印象」を受けたという。
三間 貴之（みま たかゆき）
声 - 梅原裕一郎、（子供時代：杉山里穂）、演 - 桜田通（子供時代：橋本偉成）
会社員（株式会社TMCBのプランナー）。
ドジについて何も感じることがないタイプ。
誕生日：10月6日、27歳。身長：182cm、体重：62kg。声を演じる梅原によると、「とらえどころのない人物で、一見世捨て人のようにもみえる」が、「頭の中では周りの言葉や状況を分析して、いろいろなことを考えている」キャラクターである。
四季 蒼真（しき そうま）
声 - 千葉翔也、（子供時代：南真由）、演 - 川西拓実（JO1）
専門学校生（ビジュアルデザイン課）。
ドジを受け入れ、失敗を笑って受け入れるような前向きな性格。
誕生日：1月21日、19歳。身長：167cm、体重：55kg。アルバイト先は「mawarimichi cafe」、以前のアルバイトも飲食系である。中学まではバスケ部。颯や瞬に初対面で高校生と思われた。声を演じる千葉によると、大らかで個性的な性格である。
五十嵐 元晴（いがらし もとはる）
声 - 古川慎、（子供時代：藩めぐみ）、演 - 瀬戸利樹（子供時代：渡邉斗翔）
小説家。3巻（アニメは#12）より登場。
ドジを受け入れ、自己完結させるタイプ。
誕生日：6月19日、27歳。身長：172cm、体重：62kg。左利き。友人のバンド「ONIZERO」に歌詞提供もしている。うにという名前の猫を飼っている。
声を演じる古川によると、「天然人たらしな印象」を持つ。

### サブキャラクター

#### 颯関係
黒崎（くろさき）
声 - 八代拓、演 - 富田健太郎
大学の友人。

#### 瞬関係
二見 あさみ（ふたみ あさみ）
声 - 佐藤聡美 、演 - 佐藤玲
実姉であり、「mawarimichi cafe」を経営している。
さくら
声 - 藤原夏海
飼っている犬。女の子。
赤井（あかい）
声 - 高梨謙吾、演 - 松尾潤
高校の友人で、ハンドボール部所属。
黄田（きだ）
声 - 山下誠一郎、演 - 福松凜
高校の友人で、ハンドボール部所属。
青山（あおやま）
声 -  天﨑滉平、演 - 宇佐卓真
高校の友人で、ハンドボール部所属。

#### 貴之関係
四季 爽太（しき そうた）
声 - 興津和幸、演 - 佐野和真
蒼真の兄であり、貴之の会社の先輩。
桃崎 もも（ももさき もも）
声 - 白石晴香、演 - 福田愛依
会社の同僚。
上村
声 - 新垣樽助
会社の同僚。
下町
声 - 川田紳司
会社の同僚。
貴之の母
声 - 森なな子、演 - 須田晶紀子
実母。
貴之の姉
声 - 金元寿子、演 - 土井玲奈
実姉。
りりか
声 - 水瀬いのり、演 - 白浜優凪
貴之の姪（貴之姉の娘）。

#### 蒼真関係
四季 爽太（しき そうた）
声 - 興津和幸、演 - 佐野和真
蒼真の兄であり、貴之の会社の先輩。
紅野 茜（こうの あかね）
声 - 大地葉、演 - 清田みくり
専門学校の友人。
同級生女子
声 - 市ノ瀬加那
専門学校の友人。ファッション課、デザイナー志望、将来の夢は自分のブランドを持つこと。作った服の試着を蒼真に依頼。
同級生
声 - 広瀬裕也
専門学校の友人。
蒼真の友人
声 - 会沢紗弥
専門学校の友人。自主制作CDのジャケット作成を蒼真に依頼。

#### 元晴関係
白川（しらかわ）
声 - 川澄綾子、演 - 中田絢千
担当編集者。
うに
声 - 高田憂希
飼い猫。

### その他キャラクター
＃01「一倉颯」
店員
声 - 貫井柚佳
颯がいつも寄るコンビニの店員。
若者
声 - 白石兼斗
上級生女子
声 - 竹内恵美子
颯が大学1年のとき飲み会で出会ったオフショルダーを着た女性。
店長
声 - 前田弘喜、演 - しおつかこうへい
「居酒屋はこねこ」の店長。
バイト女子
声 - 春野杏、関根有咲
「居酒屋はこねこ」のアルバイト店員。
モブ
声 - 竹田海渡、坂田将吾
会社員
声 - 山本祥太
他の客
声 - 草野太一
ナレーション
声 - 長谷川育美

＃02「二見瞬」
女子高生
声 - 幸村恵理、竹内恵美子、春野杏、関根有咲、貫井柚佳、櫻庭有紗、大木咲絵子、飯田友子
体育教師
声 - 山本祥太
瞬の高生の体育教師。
観客
声 - 白石兼斗、坂田将吾、竹田海渡

＃03「三間貴之」
上司
声 - 杉崎亮
貴之の会社の上司。
男子社員
声 - 佐藤悠雅
貴之の会社の社員。
女子社員
声 - 川井田夏海
貴之の会社の社員。

＃04「四季蒼真」
女子高生
声 - 芳野由奈、佳原萌枝
男性
声 - 佐藤悠雅、内田修一
女性客
声 - 松田利冴
「mawarimichi cafe」の客。

＃05「相席」
店員
声 - 南真由
「小動物カフェはこにわ」の店員。

＃06「共通点」
ナレーション
声 - 長谷川育美

＃07「ループ」
先輩A
声 - 逢坂良太
瞬のハンドボール部の先輩。
先輩B
声 - 水中雅章
瞬のハンドボール部の先輩。
田中なこ
声 - 本渡楓、演 - 守谷菜々江
瞬の高校の下級生。
女子
声 - 小市眞琴
瞬の高校の下級生。田中の友人。

＃08「まわりみち」
女性客
声 - 小市眞琴、本渡楓
「mawarimichi cafe」の客。

＃11「日常」
ミキ
声 - 高野麻里佳、演 - 安倍乙
颯と黒崎が合コンで出会った女の子。
S大女子
声 - 会沢紗弥、若山詩音
颯と黒崎が合コンで出会った女の子。
同級生男子
声 - 石毛翔弥
颯の大学の友人。法学部。
犬の飼い主
声 - 杉山里穂、森なな子

＃12「前進」
先輩A
声 - 逢坂良太
瞬のハンドボール部の先輩。
先輩B
声 - 水中雅章
瞬のハンドボール部の先輩。
＃14「いいところ」
灰原
声 - 河西健吾、演 - 矢部昌暉（DISH//）
蒼真が通う服屋の店員。
女性
声 - 高野麻里佳、若山詩音、会沢紗弥
電車の乗客。
男性
声 - 石毛翔弥
電車の乗客。

＃15「恋バナ」
田中なこ
声 - 本渡楓
瞬の高校の下級生。瞬に告白した。
吉田
声 - 佐藤元
瞬のハンドボール部の後輩。
田中の友人
声 - 小市眞琴
男子高校生
声 - 梶川翔平、眞對友樹也
女子高生
声 - 前田佳織里、本泉莉奈
常連の女性客
声 - 藤原夏海
「mawarimichi cafe」の常連客。

＃16「傘と…」
店員
声 - 朝井彩加、演 - 中島侑香
「はりねずみ書店」の店員。
男性
声 - 岡井カツノリ、八木沼凌
女性
声 - 高田憂希、町山芹菜
子供
声 - 関根瞳
かわいい傘を差した女の子。

＃17「きっかけ」
女性
声 - 町山芹菜
クラスメイト
声 - 朝井彩加、関根瞳
貴之と元晴の小学校のクラスメイト。

＃18「貴之と元晴」
女子高生
声 - 本泉莉奈、前田佳織里
新宿駅の広告に書き込む高校生。

＃19「メンバー入り」
女性
声 - 夏目妃菜、風間万裕子、小松奈生子

＃20「苦手なもの」
男子社員
声 - 坂泰斗
貴之の会社の社員。

＃21「友達」
瞬の母
声 - 進藤尚美
瞬の父
声 - 浜田賢ニ
あさみの友人
声 - 櫻井浩美
「mawarimichi cafe」のお手伝い。

＃22「夏祭り」
たこ焼き屋さん
声 - 野川雅史
エレベーター
声 - 櫻井浩美
颯と元晴のマンションのエレベーターの案内。

＃23「夏空と海」
女性
声 - 山根綺、朝日奈丸佳
蒼真に声を掛けた女性。

＃24「クールドジな男子たち」
ナレーション
声 - 長谷川育美、石狩勇気（ONIZEROの解説）

## 作風
一倉颯役を演じる小林千晃によると、本作は「穏やかで優しい日常が描かれて」おり、「少しずつ成長するクールドジ男子たちを応援したくなる」ような作品である。二見瞬役を演じる内山昂輝によると、タイトル通り、「キャラクターたちのドジな瞬間がたくさん描かれて」いるだけでなく、「他者との新たな出会い」や「人間関係の変化が人生にじんわりと影響を与えていく様子も描かれている」作品である。
三間貴之役を演じる梅原裕一郎によると、「舞台設定も日常の延長線上にある」ため、「気負わず気楽に見られる作品」である。四季蒼真役を演じる千葉翔也によると、「ゆったりと楽しい印象」を持つ「クールでドジな男性達が何気ない日常を過ごす作品」であり、。「個性的な登場人物」が登場し、「じんわり元気が出る作品」となっている。五十嵐元晴役を演じる古川慎によると、「じわじわと関係性も広がってゆく」様子が描かれ、「肩の力を抜いて見られる、ほのぼのとした作品」である。

## 書誌情報
- 那多ここね 『クールドジ男子』 スクウェア・エニックス〈ガンガンコミックスpixiv〉、既刊5巻（2022年10月21日現在）
  1. 2019年6月22日発売[2][25]、ISBN 978-4-7575-5934-9
  2. 2020年3月21日発売[26][27]、ISBN 978-4-7575-6544-9
  3. 2021年1月22日発売[28]、ISBN 978-4-7575-6821-1
  4. 2021年11月22日発売[29]、ISBN 978-4-7575-7585-1
  5. 2022年10月21日発売[30]、ISBN 978-4-7575-8150-0
- 那多ここね（原作）・甲斐田紫乃（著） 『小説 クールドジ男子 Connect It Cool, Guys』 スクウェア・エニックス、2020年3月21日発売[31]、ISBN 978-4-7575-6545-6
- 那多ここね 『クールドジ男子図鑑 ポストカードブック』 スクウェア・エニックス、既刊2巻（2022年10月21日現在）
  1. 2021年1月22日発売[32]、ISBN 978-4-7575-6969-0
  2. 2022年10月21日発売[33]、ISBN 978-4-7575-8151-7

## テレビアニメ
2022年10月から2023年3月までテレビ東京ほかにて15分枠、2クールで放送された。

### スタッフ
- 原作 - 那多ここね[35]
- 監督 - 今千秋[35]
- シリーズ構成 - 上江洲誠[35]
- キャラクターデザイン・総作画監督 - 田口愛梨[35]
- キーアニメーター - 永川桃子[35]
- プロップデザイン - 宮川治雄
- 衣装設定 - 夘野路子、加藤久美子、木藪てん、有我洋美、吉沼裕美、中村友美、箱田ななみ、佐藤颯、竹田逸子
- 美術監督 - 一色美緒[35]
- 色彩設計 - 長島真弓[35]
- 撮影監督 - 衛藤直毅[35]
- 3D監督 - 濱村敏郎
- オフライン編集 - 山岸歩奈実[35]
- オンライン編集 - Good-Job TOKYO[35]
- 音響監督 - 明田川仁[35]
- 音響制作 - マジックカプセル[35]
- 音楽 - 中山真斗[35]
- 音楽制作 - エイベックス・ピクチャーズ[35]
- プロデューサー - 伊東紗希、山田唯莉子、萩原良輔、小松翔太、飯塚彩、廣田耕、西山雄樹
- クリエイティブプロデューサー - 町山晃一
- アニメーション制作 - studioぴえろ[35]
- 製作 - クールドジ男子製作委員会[35]

### 主題歌
エンディングテーマは主要キャラクターによるユニット「PICG」が担当。
「青春切符」
まふまふによる第1クールオープニングテーマ。作詞・作曲・編曲はまふまふ。
まふまふの活動休止前に制作された楽曲。
「笑うな！」
syudouによる第2クールオープニングテーマ。作詞・作曲はsyudou、編曲はすりぃ。
「Flash!」
PICGによる第1クールエンディングテーマ。作詞・作曲・編曲は佐伯youthK、歌唱メンバーは一倉颯（小林千晃）、二見瞬（内山昂輝）、三間貴之（梅原裕一郎）、四季蒼真（千葉翔也）。
「たいせつ」
PICGによる第2クールエンディングテーマ。作詞・作曲・編曲は佐伯youthK、歌唱メンバーは一倉颯（小林千晃）、二見瞬（内山昂輝）、三間貴之（梅原裕一郎）、四季蒼真（千葉翔也）、五十嵐元晴（古川慎）。

### 各話リスト
| 話数 | ブタイトル           | 脚本     | 絵コンテ                   | 演出              | 作画監督 | 総作画監督 | 初放送日        |
| ---- | -------------------- | -------- | -------------------------- | ----------------- | --- | ---------- | --------------- |
| #01  | 一倉颯               | 上江洲誠 | 今千秋                     | 今千秋            | 田口愛梨 | -          | 2022年 10月11日 |
| #02  | 二見瞬               | 蒼樹靖子 | 今千秋                     | 今千秋            | 田口愛梨 | -          | 10月18日        |
| #03  | 三間貴之             | 鈴木智晴 | 今千秋                     | 福井のぞみ        | Lee jong kyong | 永川桃子   | 10月25日        |
| #04  | 四季蒼真             | 蒼樹靖子 | 今千秋                     | 福井のぞみ        | Lee jong kyong | 永川桃子   | 11月1日         |
| #05  | 相席                 | 上江洲誠 | 今千秋                     | 鈴木佑太          | 上條舞子 | 永川桃子   | 11月8日         |
| #06  | 共通点               | 鈴木智晴 | 今千秋                     | 鈴木佑太          | 上條舞子 | 加藤久美子 | 11月15日        |
| #07  | ループ               | 上江洲誠 | 今千秋                     | 榎田敬宏          | 亀田朋幸 髙久美弥 | 永川桃子   | 11月22日        |
| #08  | まわりみち           | 蒼樹靖子 | 今千秋                     | 榎田敬宏          | Lee jong kyong | 永川桃子   | 11月29日        |
| #09  | お弁当               | 鈴木智晴 | 今千秋                     | 今千秋            | Lee jong kyong | 永川桃子   | 12月6日         |
| #10  | 休みの日             | 今千秋   | 今千秋                     | 今千秋            | Lee jong kyong | 永川桃子   | 12月13日        |
| #11  | 日常                 | 鈴木智晴 | 今千秋                     | 福井のぞみ        | 亀田朋幸 髙久美弥 | 永川桃子   | 12月20日        |
| #12  | 前進                 | 蒼樹靖子 | 福井のぞみ                 | 福井のぞみ        | 佐藤颯 大竹紀子 Shelia Loewito | 田口愛梨   | 12月27日        |
| #13  | 再会                 | 上江洲誠 | 菅原静貴                   | 菅原静貴          | Lee jong kyong | 永川桃子   | 2023年 1月10日  |
| #14  | いいところ           | 鈴木智晴 | 福井のぞみ                 | 菅原静貴          | 加藤久美子 大竹紀子 | 加藤久美子 | 1月17日         |
| #15  | 恋バナ               | 蒼樹靖子 | 鈴木佑太                   | 朝倉カイト        | 髙久美弥 | 田口愛梨   | 1月24日         |
| #16  | 傘と…                | 鈴木智晴 | 鈴木佑太                   | 鈴木佑太          | Lee jong kyong | 永川桃子   | 1月31日         |
| #17  | きっかけ             | 上江洲誠 | 鈴木佑太                   | 鈴木佑太          | Seo jin won | 永川桃子   | 2月7日          |
| #18  | 貴之と元晴           | 今千秋   | 菅原静貴                   | 朝倉カイト        | 平田かほる 亀田朋幸 | 田口愛梨   | 2月14日         |
| #19  | メンバー入り         | 上江洲誠 | 福井のぞみ                 | 福井のぞみ        | Lee jong kyong | 永川桃子   | 2月21日         |
| #20  | 苦手なもの           | 蒼樹靖子 | 福井のぞみ                 | 福井のぞみ        | 西尾淳之介 | 永川桃子   | 2月28日         |
| #21  | 友達                 | 鈴木智晴 | ユキヒロマツシタ           | 鈴木佑太          | Shelia Loewito Stephany"NocNoc" Nava Adrian Alejo Dominique Santos Resuello Facu Escobedo Henry Kuan Limeros Macarena Duarte Natalie Aquino Porkchop Tobira | 永川桃子   | 3月7日          |
| #22  | 夏祭り               | 蒼樹靖子 | 鈴木佑太                   | 鈴木佑太          | 大竹紀子 Shelia Loewito | 加藤久美子 | 3月14日         |
| #23  | 夏空と海             | 鈴木智晴 | ユキヒロマツシタ           | 榎田敬宏          | 平田かほる 亀田朋幸 | 田口愛梨   | 3月21日         |
| #24  | クールドジな男子たち | 上江洲誠 | 今千秋 福井のぞみ 鈴木佑太 | 今千秋 福井のぞみ | 髙久美弥 | 田口愛梨   | 3月28日         |

### 放送局
| 放送期間                       | 放送時間                     | 放送局     | 対象地域   | 備考                                            |
| ------------------------------ | ---------------------------- | ---------- | ---------- | ----------------------------------------------- |
| 2022年10月11日 - 2023年3月28日 | 火曜 1:30 - 1:45（月曜深夜） | テレビ東京 | 関東広域圏 | 製作参加                                        |
|                                | 火曜 23:00 - 23:15           | AT-X       | 日本全域   | 製作参加 / CS放送 / 字幕放送 / リピート放送あり |
| 2022年10月13日 - 2023年3月30日 | 木曜 23:30 - 23:45           | BS11       | 日本全域   | BS放送 / 『ANIME+』枠                           |

| 配信開始日             | 配信時間                   | 配信サイト |
| ---------------------- | -------------------------- | --- |
| 2022年10月11日         | 火曜 1:45（月曜深夜） 更新 | アニメタイムズ dTV |
| 2022年10月14日         | 金曜 1:45（木曜深夜） 更新 | dアニメストア アニメ放題 U-NEXT Hulu Paravi ひかりTV FOD Disney+ ABEMAビデオ AnimeFesta Rakuten TV DMM.com GYAO!ストア music.jp ビデオマーケット クランクイン!ビデオ バンダイチャンネル |
|                        | 金曜 12:00 更新            | HAPPY!動画 ムービーフルPlus ムービーフル OnGenムービー |
| 2022年10月15日         | 土曜 0:00（金曜深夜） 更新 | J:COMオンデマンド TELASA milplus スマートパスプレミアム |
| 2022年10月13日以降順次 | 未発表                     | ABEMA GYAO! TVer マンガUP! |

### BD / DVD
| 巻 | 発売日        | 収録話    | 規格品番   | 規格品番   |
| 巻 | 発売日        | 収録話    | BD         | DVD        |
| -- | ------------- | --------- | ---------- | ---------- |
| 1  | 2023年3月31日 | #1 - #12  | EYXA-13982 | EYBA-13980 |
| 2  | 2023年6月30日 | #13 - #24 | EYXA-13983 | EYBA-13981 |

## テレビドラマ
2023年4月15日（14日深夜）から7月1日まで（6月30日深夜）、テレビ東京系「ドラマ25」枠で放送された。主演は中本悠太（NCT 127）、川西拓実（JO1）、藤岡真威人、桜田通。

### キャスト

#### メインキャスト
- 一倉颯 - 中本悠太（NCT 127）[15]
- 二見瞬 - 藤岡真威人[15]
- 三間貴之 - 桜田通[15]
- 四季蒼真 - 川西拓実（JO1）[15]
- 五十嵐元晴 - 瀬戸利樹（第6話 - ）[18]

### スタッフ
- 原作 - 那多ここね『クールドジ男子』（『ガンガンpixiv』スクウェア・エニックス刊）[7]
- 脚本 - 小峯裕之[7]
- 音楽 - 中山真斗[44]
- オープニングテーマ
  - 第1話 - 第6話：Ayumu Imazu「HONEYCOMB」（WARNER MUSIC JAPAN）[45]
  - 第7話 - 第12話：Chilli Beans.「you n me」（A.S.A.B）[46]
- エンディングテーマ - NCT 127「Sunny Road」（avex trax）[45]
- 監督 - 湯浅弘章[7]、枝優花[7]、柳明菜[7]
- プロデューサー - 村田充範（テレビ東京）[7]、菅原大樹（エイベックス・ピクチャーズ）[7]、吉池ゆづる（エイベックス・ピクチャーズ）[7]、櫻井紘史（ROBOT）[7]
- 企画プロデュース - エイベックス・ピクチャーズ
- 制作 - テレビ東京、ROBOT
- 製作著作 - ドラマ「クールドジ男子」製作委員会

### 放送日程
| 各話   | 放送日  | サブタイトル                 | 監督     |
| ------ | ------- | ---------------------------- | -------- |
| 第1話  | 4月15日 | 一倉颯／二見瞬               | 湯浅弘章 |
| 第2話  | 4月22日 | 三間貴之／四季蒼真           | 湯浅弘章 |
| 第3話  | 4月29日 | 小動物カフェ／公園にて       | 湯浅弘章 |
| 第4話  | 5月06日 | カフェの4人                  | 枝優花   |
| 第5話  | 5月13日 | 兄のために…／三間の休日      | 枝優花   |
| 第6話  | 5月20日 | 颯の合コン／ハンドボール大会 | 柳明菜   |
| 第7話  | 5月27日 | 三間の記憶／傘を取りに       | 湯浅弘章 |
| 第8話  | 6月03日 | ラブレター／前を向け         | 枝優花   |
| 第9話  | 6月10日 | 三間と五十嵐／その後の五十嵐 | 柳明菜   |
| 第10話 | 6月17日 | 映画館にて／三間の長い夜     | 柳明菜   |
| 第11話 | 6月24日 | 行動の先に／久々の帰省       | 湯浅弘章 |
| 最終話 | 7月01日 | 進むべき道                   | 湯浅弘章 |

### 放送局
| 放送期間                | 放送時間                     | 放送局         | 対象地域       | 備考                     |
| ----------------------- | ---------------------------- | -------------- | -------------- | ------------------------ |
| 2023年4月15日 - 7月1日  | 土曜 0:52 - 1:23（金曜深夜） | テレビ東京     | 関東広域圏     | 製作局                   |
|                         |                              | テレビ北海道   | 北海道         |                          |
|                         |                              | テレビ愛知     | 愛知県         |                          |
|                         |                              | テレビ大阪     | 大阪府         |                          |
|                         |                              | テレビせとうち | 岡山県・香川県 |                          |
|                         |                              | TVQ九州放送    | 福岡県         |                          |
| 2023年6月12日 - 8月28日 | 月曜 1:30 - 2:00（日曜深夜） | テレビ和歌山   | 和歌山県       |                          |
| 2023年6月25日 - 9月10日 | 日曜 23:30 - 翌 0:00         | びわ湖放送     | 滋賀県         |                          |
| 2023年7月8日 - 9月23日  | 土曜 0:30 - 1:00（金曜深夜） | BSテレ東       | 全国           |                          |
|                         |                              | BSテレ東4K     | 全国           | 4Kアップコンバートで放送 |

### ネット配信
| 配信開始月 | 配信サイト     | 配信料金     | 備考       |
| ---------- | -------------- | ------------ | ---------- |
| 2023年4月  | ネットもテレ東 | 広告付き無料 | 見逃し配信 |
| 2023年4月  | TVer           | 広告付き無料 | 見逃し配信 |
| 2023年4月  | Lemino         | 定額制有料   |            |

### スピンオフドラマ
『Leminoオリジナル『クールドジ男子』～ボクらの恋バナ～』のタイトルで、動画配信サービス「Lemino」にて、6月30日より配信中。全4話。

#### キャスト（スピンオフドラマ）
- 五十嵐元晴 - 瀬戸利樹
- 一倉颯 - 中本悠太
- 二見瞬 - 藤岡真威人
- 三間貴之 - 桜田通
- 四季蒼真 - 川西拓実

#### 配信日程（スピンオフドラマ）
| 話数  | 配信日  | サブタイトル |
| ----- | ------- | ------------ |
| 第1話 | 6月30日 | 颯の恋バナ   |
| 第2話 | 7月07日 | 瞬の恋バナ   |
| 第3話 | 7月14日 | 貴之の恋バナ |
| 第4話 | 7月21日 | 蒼真の恋バナ |

| テレビ東京系列 ドラマ25                            | テレビ東京系列 ドラマ25                   | テレビ東京系列 ドラマ25                |
| 前番組                                             | 番組名                                    | 次番組                                 |
| -------------------------------------------------- | ----------------------------------------- | -------------------------------------- |
| 全力で、愛していいかな? （2023年2月4日 - 3月25日） | クールドジ男子 （2023年4月15日 - 7月1日） | 晩酌の流儀2 （2023年7月8日 - 9月23日） |

## イベント
2020年11月5日から12月6日まで東京都のクレープカフェ原宿emocafeにて、本作初となるカフェイベント「クールドジ男子カフェ」を開催。コラボメニューなどが展開された。